# John Paddy Carstairs
John Paddy Carstairs (* 11. Mai 1910 in London; † 12. Dezember 1970 in Lingston; eigentlich John Keys) war ein britischer Schriftsteller, Filmregisseur und Drehbuchautor.

## Leben
Carstairs kam schon in jungen Jahren zum Film und begann als Kamera- und Regieassistent. Ab 1936 führte er regelmäßig Regie, wobei den Hauptteil seines Werks Komödien ohne größeren Tiefgang darstellten. Neben den Drehbüchern zu einigen seiner Filme verfasste Carstairs über 30 Romane und machte sich auch als Maler einen Namen. Für das Fernsehen inszenierte er Folgen zu Serien wie Simon Templar. Sein Bruder war der Produktionsleiter und Filmproduzent Anthony Nelson Keys.

## Werke

### Bücher
- Movie Merry-Go-Round. Newnes, London 1937
- Vinegar and Brown Paper. Hurst & Blackett, London 1939
- Curried Pineapple. Hurst & Blackett, London 1940
- Nicer to Stay in Bed. Hurst & Blackett, London 1940
- „Bunch“. A Biography of Nelson Keys. London 1941
- „Whatho She Bumps!“. Hurst & Blackett, London 1941
- But Wishes Aren't Horses. Hurst & Blackett, London 1942
- Honest Injun! A Light-Hearted Autobiography. Hurst & Blackett, London 1942
- Down the Wide Stream. Hurst & Blackett, London 1943
- Rain on Her Face. Hurst & Blackett, London 1943
- No Music in the Nightingale. Hurst & Blackett, London 1944
- Gremlins in the Cabbage Patch. Hurst & Blackett, London 1944
- Hadn't We the Gaiety? Further Chapters of Autobiography. Hurst & Blackett, London, New York u. a. 1945
- Magical Was the Moment. Hurst & Blackett, London 1945
- Kaleidoscope and a Jaundiced Eye. A Further Experiment in Autobiography. Hurst & Blackett, London, New York u. a. 1946
- Lollipop Wood. A Story for Children. Hutchinson's Books for Young People, London 1946
- Kimmie. Hurst & Blackett, London und New York 1946
- Love and Ella Rafferty. London 1947
- Nothing Happens Mondays. Hurst & Blackett, London 1947
- My Fancy Has Wings. Hurst & Blackett, London 1948
- Solid! Said the Earl. Hurst & Blackett, London 1948
- Fingle-Fangle. Hurst & Blackett, London 1949
- Tinsel and Stars. Hurst & Blackett, London 1950
- Call No Man Faithful. Hutchinson, London 1951
- Exultation of Skylarks. Hutchinson, London 1952
- Hope Comes on the South Wind. Hutchinson, London 1953
- Sunshine and Champagne. Hutchinson, London 1955
- Gardenias Bruise Easily. London 1958 (dt. Gardenien verwelken schnell. Goldmann, München, und Krimi-Verlag, Wollerau, 1971, ISBN 3-442-04105-8)
- Watercolour Is Fun. The Artist's Handbooks, No. 9. Artist Publishing Co., London und New York 1958
- No Wooden Overcoat. London 1959
- Touch a French Pom-Pom. London 1960 (dt. Treffpunkt St. Tropez. Goldmann, München, und Krimi-Verlag, Wollerau, 1971, ISBN 3-442-04099-X)
- Pardon My Gun. W. H. Allen, London 1962  (dt. Der Nachmittag eines Mörders. Goldmann, München, und Krimi-Verlag, Wollerau, 1971)
- The Concrete Kimono. W. H. Allen, London 1965
- A Smell of Peardrops. W. H. Allen, London 1966
- No Thanks for the Shroud. W. H. Allen, London 1967, ISBN 0-491-00140-1 (dt. MP in zarten Fingern. Goldmann, München, und Krimi-Verlag, Wollerau, 1971, ISBN 3-442-04082-5)

### Filmografie (Auswahl)

#### Regie
- 1948: Schlafwagen nach Triest (Sleeping Car to Trieste)
- 1949: Drum prüfe, wer sich ewig bindet (Fools Rush In)
- 1949: Keine Wahl ohne Qual (The Chiltern Hundreds)
- 1952: Muß das sein, Fräulein? (Made in Heaven)
- 1953: Ich und der Herr Direktor (Trouble in Store) – auch Drehbuch
- 1954: Verliebt, verrückt und nicht verheiratet (One good turn) – auch Drehbuch
- 1955: Ich und der Herr Minister (Man of the Moment) – auch Drehbuch
- 1956: Ich und die Frau Gräfin (Up in the World)
- 1957: Ein Spatz in der Hand (Just My Luck)
- 1958: Da hast du noch mal Schwein gehabt (The Big Money)
- 1959: Tommy, der Torero (Tommy the Toreador)
- 1961: Im Namen des Teufels (The Devil's Agent)

#### Literarische Vorlage
- 1955: Seine Lordschaft aus Brooklyn (A Yank in Ermine)